# Nguyễn Minh Dũng
Ngày 25 tháng 4 năm 2007, ông được Thủ tướng Chính phủ Việt Nam thăng cấp bậc hàm từ Đại tá lên Thiếu tướng. Ông giữ chức vụ Phó Tổng cục trưởng Tổng cục Xây dựng lực lượng (Tổng cục III), Bộ Công an Việt Nam.
Năm 2013, ông mang quân hàm Trung tướng, giữ chức vụ Phó Tổng cục trưởng Tổng cục Xây dựng lực lượng, Bộ Công an Việt Nam.
Sáng ngày 7 tháng 9 năm 2013, tại nhà khách Phương Nam Thành phố Hồ Chí Minh, Đảng ủy Công an Trung ương và lãnh đạo Bộ công an đã trao Quyết định nghỉ chờ hưu của Bộ trưởng Bộ Công an cho Trung tướng Nguyễn Minh Dũng, Phó Tổng cục trưởng Tổng cục Xây dựng lực lượng- Bộ Công an.

## Tặng thưởng
- Huy hiệu 40 năm tuổi Đảng của Đảng Cộng sản Việt Nam (trao ngày 1 tháng 8 năm 2012)[4]